# Auguste Oleffe
Pour les articles homonymes, voir Oleffe.
Auguste Oleffe, né le 17 avril 1867 à Saint-Josse-ten-Noode et mort le 14 novembre 1931 à Auderghem, est un artiste-peintre belge, dessinateur et lithographe.

## Biographie
Auguste Oleffe suit les cours de l’école de dessin de Saint-Josse-ten-Noode et à l'Académie libre L'Effort.
Il exerce le métier de lithographe-dessinateur dans une imprimerie, tout en suivant des cours à l'école de dessin de sa commune natale.  
Ami de Sander Pierron, il participe avec lui aux activités du groupe du Rouge-Cloître à Bruxelles en même temps qu'Alfred Bastien et Frans Smeers, tandis que son inspiration s'oriente vers des sujets à caractère social dans l'esprit du réalisme ambiant.
Il visite brièvement Paris en 1890, et se marie en 1891. Il séjourne souvent de 1895 à 1902 avec son épouse et Louis Thévenet qu'il initie à la peinture, en bord de mer à Nieuport, où il peint les pêcheurs et des marines.
En 1898, il fonde à Bruxelles avec quelques amis comme Ferdinand Schirren, Louis Thévenet, Jan Stobbaerts, le cercle Le Labeur, où domine un naturalisme imprégné peu à peu des formules impressionnistes et luministes du moment. 
Sa personnalité s'impose parmi la jeune génération lorsque, grâce au legs du collectionneur Henri Van Cutsem, il acquiert la maison de ses rêves en 1906 à Auderghem au no 1885 chaussée de Wavre. Elle devient bientôt le lieu de ralliement des peintres formant le fauvisme brabançon tels que Wouters, Jean Brusselmans et Willem Paerels. Il y crée des chefs-d’œuvre et peint des portraits de membres de sa famille et d’amis (tel Rik Wouters), toiles achetées par les plus grands musées du pays. 
En 1906, il est membre fondateur du cercle artistique L'Estampe, et il est invité à La Libre Esthétique dès 1906. 
En 1912, il se lie d'amitié avec Rodolphe Strebelle, qui dessine au cercle libre L'Effort et qui qualifie son art de joyeux et de positif. Selon lui, il dépasse l'impressionnisme par l'ampleur de la touche et, sans sacrifier aux séductions de la lumière, marie avec somptuosité les noirs profonds aux tons vifs et clairs. 
Il meurt dans sa maison en 1931 et est inhumé à Auderghem.

## Œuvre
Oleffe peint des marines et des scènes de pêcheurs selon une technique franche et des tonalités relativement sombres. 
Dans ses tableaux, généralement de grandes dimensions, il traite, du plein air et des jeux lumineux, des scènes hédonistes en des jardins ensoleillés, peuplés de silhouettes familières. Il se montre séduit par Auguste Renoir, par la palette d'Édouard Manet dont il reprend volontiers l'usage des tonalités noires et vertes associées à un chromatisme acide et par les couleurs des œuvres de Whistler.
Peintre choyé et honoré, il eut une féconde influence sur la peinture belge du début du siècle et sur Rik Wouters, Charles Dehoy, Anne-Pierre de Kat, Jean Brusselmans et Ferdinand Schirren. Paul Fierens appellera plus tard ses amis les Fauves brabançons.

Le Coucher du soleil à Nieuport, 1906 Musée des Beaux-Arts d'Anvers
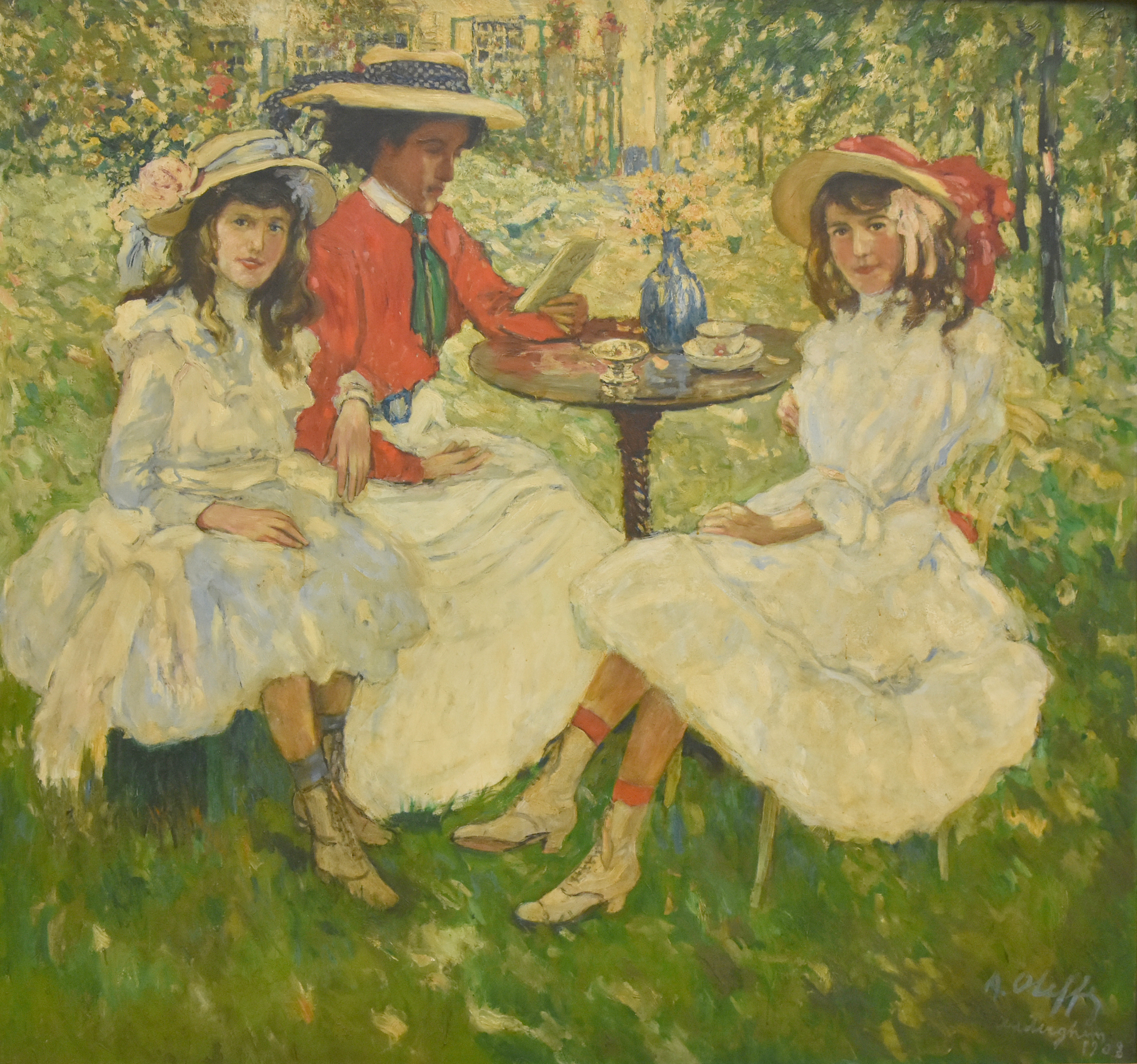
Mai, 1908 Musée des Beaux-Arts de Gand
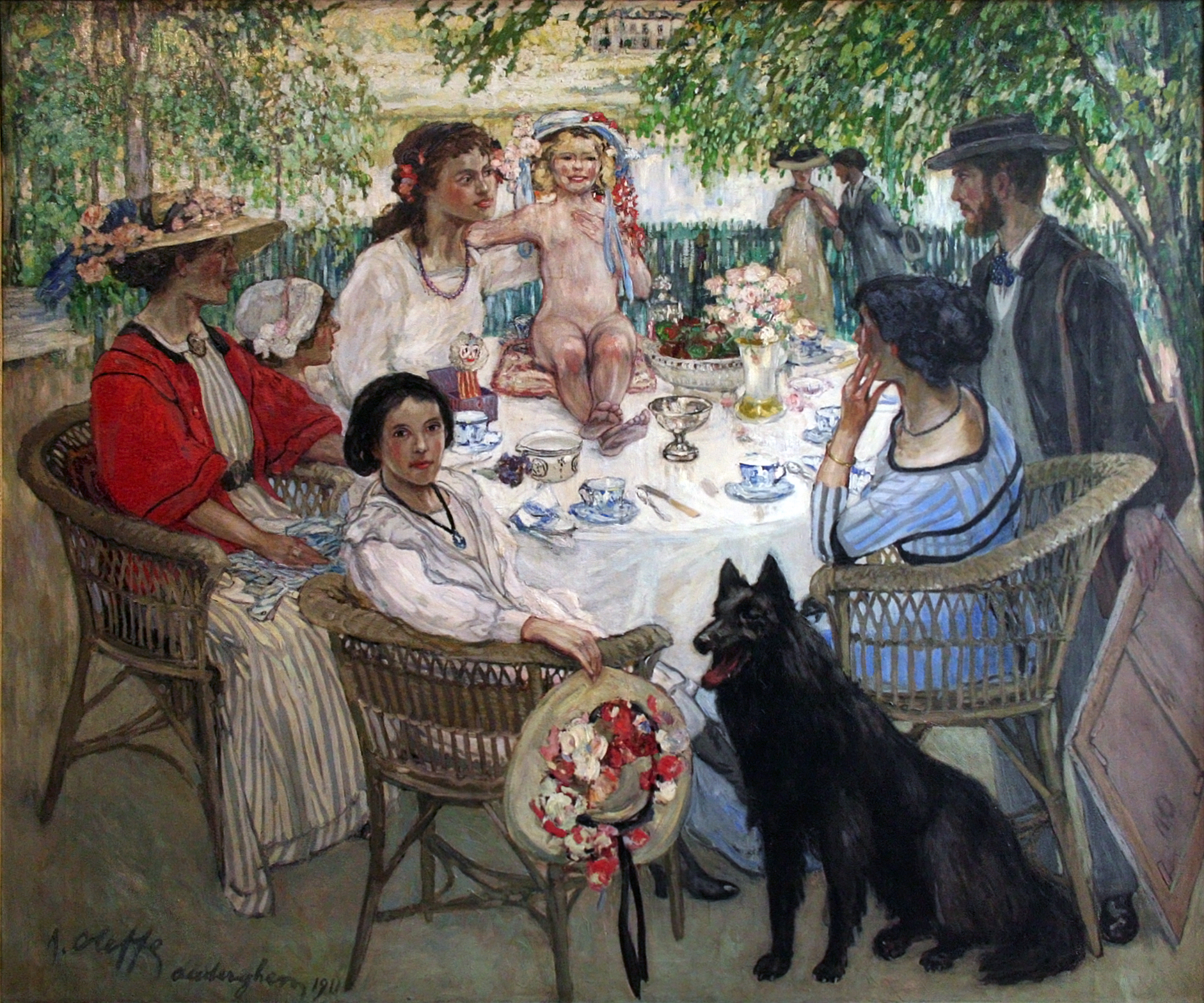
Printemps, 1911 Musée des Beaux-Arts d'Anvers
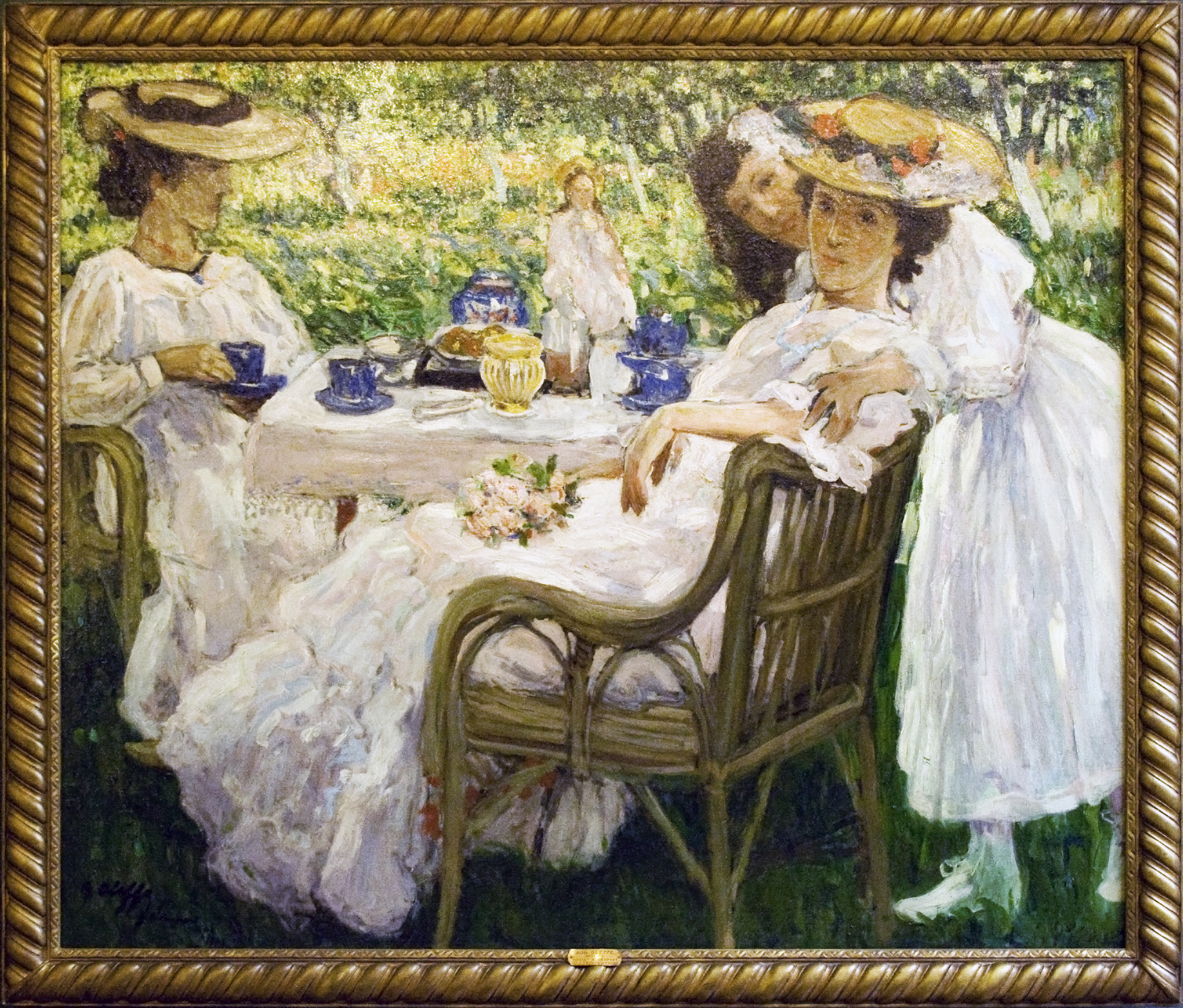
Juillet à Nieuport, huile sur toile Musée Charlier, Saint-Josse-ten-Noode

### En Belgique
- Tournai : Musée des beaux-arts
- Anvers : Musée royal des beaux-arts : 
  - Brise-lames à Nieuport, 1901, 59 × 71 cm[4]
  - Le Coucher du soleil à Nieuport, 1906, huile sur toile, 56 × 69 cm[5]
  - Printemps, 1911, huile sur toile, 198 × 239 cm[6]
- Bruxelles : Musées royaux des beaux-arts
- Gand : Musée des beaux-arts :
  - Le Mois de Mai, 1908, huile sur toile, 161 × 170 cm[7]
- Liège : Musée des beaux-arts
- Musée d'Ixelles
- Saint-Josse-ten-Noode : Musée Charlier

### À l'étranger
- Barcelone
- Venise
- Prague